# 14697 Ronsawyer
14697 Ronsawyer (2000 AO214) là một tiểu hành tinh vành đai chính được phát hiện ngày 6 tháng 1 năm 2000 bởi Spacewatch ở Kitt Peak.